# Ingénierie tissulaire
L'ingénierie tissulaire ou génie tissulaire (en anglais, tissue engineering) est l'ensemble des techniques faisant appel aux principes et aux méthodes de l'ingénierie, de la culture cellulaire, des sciences de la vie, des sciences des matériaux pour comprendre les relations entre les structures et les fonctions des tissus normaux et pathologiques des mammifères, afin de développer des substituts biologiques pouvant restaurer, maintenir ou améliorer les fonctions des tissus. Elle implique notamment d'identifier et maitriser les facteurs biochimiques et physico-chimiques de la croissance tissulaire maitrisée. Elle est souvent basée sur la construction ou l'utilisation d'un « échafaudage » qui servira de support à la croissance de nouveaux tissus viables, généralement à des fins médicales. Les définitions de l'ingénierie tissulaire couvrent une large gamme d'applications ; ce terme est associé à toutes les applications qui réparent ou remplacent des parties de tissus ou des tissus entiers (ex : os, cartilage, vaisseaux sanguins, vessie, peau, muscle, etc.). Souvent, les tissus à réparer doivent avoir des propriétés mécaniques et structurelles spécifiques (pour le bon fonctionnement de l'organisme). 
Les organes issus de la bioingénierie peuvent être obtenus par des méthodes d'ingénierie tissulaire basées sur des tissus décellularisés ou des échafaudages artificiels. À l'heure actuelle, dans le cadre de travaux expérimentaux, des structures d'ingénierie tissulaire d'organes épithéliaux creux - la vessie, la trachée, les vaisseaux sanguins - ont été étudiées. 
Cette science bien que souvent classée comme sous-domaine des biomatériaux, a une portée et une importance telles qu'elle peut être considérée comme un domaine à part entière.
L'expression a aussi été appliqué aux efforts visant à effectuer des fonctions biochimiques spécifiques en (ré)utilisant des cellules naturelles dans un support artificiellement créé (ex : cœur, pancréas, rein ou foie artificiel). 
Le terme « médecine régénératrice » a été utilisé comme synonyme de l'ingénierie tissulaire, mais la médecine régénératrice évoque plus souvent l'utilisation de cellules souches ou de cellules progénitrices pour produire les tissus en question.

## Impression 3D et  prototypage rapide
Dès le début des années 2000, on cherche à imprimer du tissu osseux en 3 dimensions. Le prototypage rapide (PR) a été utilisé en ingénierie tissulaire pour produire des structures poreuses tridimensionnelles (3D) à partir des techniques d'impression 3D, qui offrent des possibilités nouvelles de structures complexes avec un réseau de pores entièrement interconnecté. Il est possible de combiner la micro- et macroarchitecture avec une précision croissante. La recherche porte sur le développement de matériaux biocompatibles ou biodégradables. Ainsi un mélange de poudres polymères à base d'amidon (fécule de maïs, de dextrane et de gélatine a récemment pu être utilisé pour l'impression tridimensionnelle. Un post-traitement peut améliorer les propriétés mécaniques et chimiques de la structure, laquelle peut être évaluée par la microscopie électronique, mais aussi par calorimétrie à balayage différentiel, analyse de porosité, tests de compression, de résistance au cisaillement ou d'étirement, etc..

## Culture de tissus
Dans de nombreux cas, la création de tissus fonctionnels et de structures biologiques in vitro nécessite une culture étendue pour favoriser la survie, la croissance et l'induction de la fonctionnalité. En général, les besoins de base des cellules doivent être maintenus en culture, ce qui inclut l'oxygène, le pH, l'humidité, la température, les nutriments et le maintien de la pression osmotique.
Les cultures de tissus génétiquement modifiés présentent également des problèmes supplémentaires pour maintenir les conditions de culture. Dans la culture cellulaire standard, la diffusion est souvent le seul moyen de transport des nutriments et des métabolites. Cependant, à mesure qu'une culture devient plus grande et plus complexe, comme c'est le cas avec les organes et les tissus génétiquement modifiés, d'autres mécanismes doivent être utilisés pour maintenir la culture, tels que la création de réseaux capillaires au sein du tissu.
Un autre problème de la culture de tissus est l'introduction des facteurs ou stimuli appropriés nécessaires pour induire la fonctionnalité. Dans de nombreux cas, une simple culture d'entretien n'est pas suffisante. Des facteurs de croissance, des hormones, des métabolites ou nutriments spécifiques, ainsi que des stimuli chimiques et physiques sont parfois nécessaires. Par exemple, certaines cellules réagissent aux variations de tension d'oxygène dans le cadre de leur développement normal, comme les chondrocytes qui doivent s'adapter à des conditions d'oxygène faible ou à l'hypoxie lors du développement du squelette. D'autres cellules, comme les cellules endothéliales, réagissent aux contraintes de cisaillement dues à l'écoulement des fluides, ce qui se produit dans les vaisseaux sanguins. Les stimuli mécaniques, tels que les impulsions de pression, semblent être bénéfiques pour tous les types de tissus cardiovasculaires tels que les valves cardiaques, les vaisseaux sanguins ou le péricarde.